# Castelo Amhuinnsuidhe

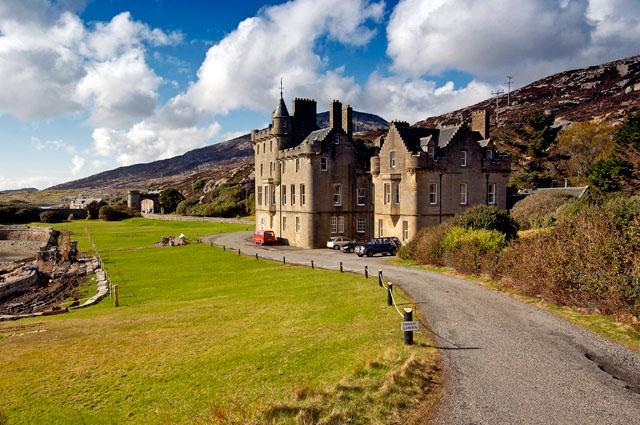
Castelo Amhuinnsuidhe, Escócia

O Castelo Amhuinnsuidhe (em inglês:  Amhuinnsuidhe Castle) é um castelo localizado em Harris, Hébridas Exteriores, Escócia.

## História
Desenhado pelo arquiteto David Bryce em 1867, para o 7º Conde de Dunmore de quem o seu avô tinha adquirido as terras de Harris em 1834.
Originalmente chamado de "Fincastle". É dito que James Bridie escreveu a sua peça "Mary Rose" quando da sua passagem e estadia nesse local (a peça é centrada numa ilha hébrida mística).
Encontra-se classificado na categoria "A" do "listed building" desde 5 de outubro de 1971.